# Comarum palustre

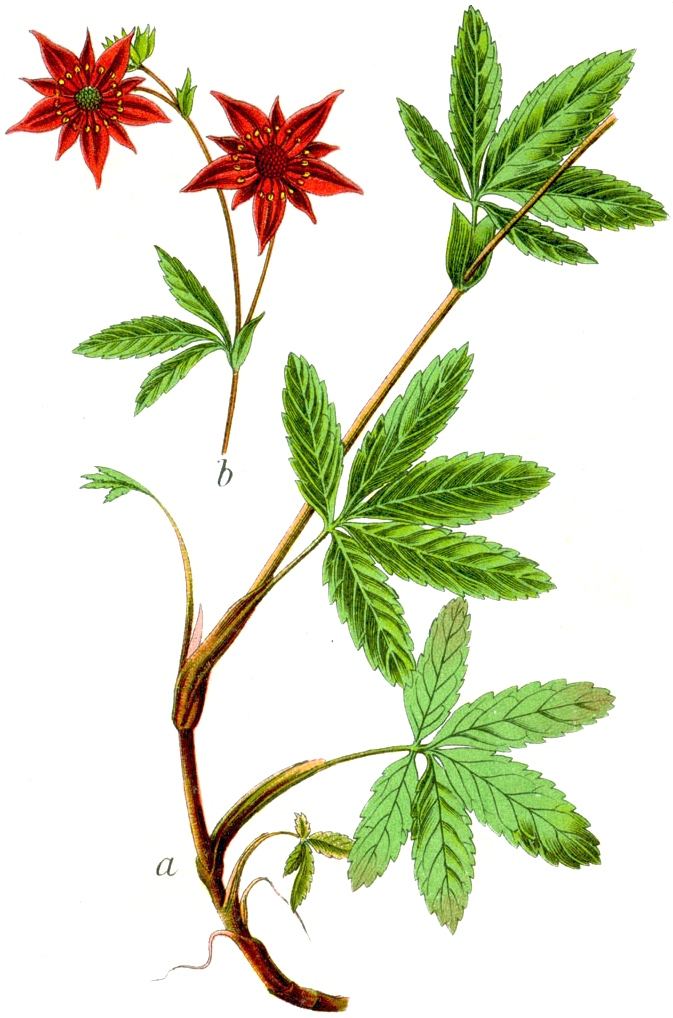
Comarum palustre

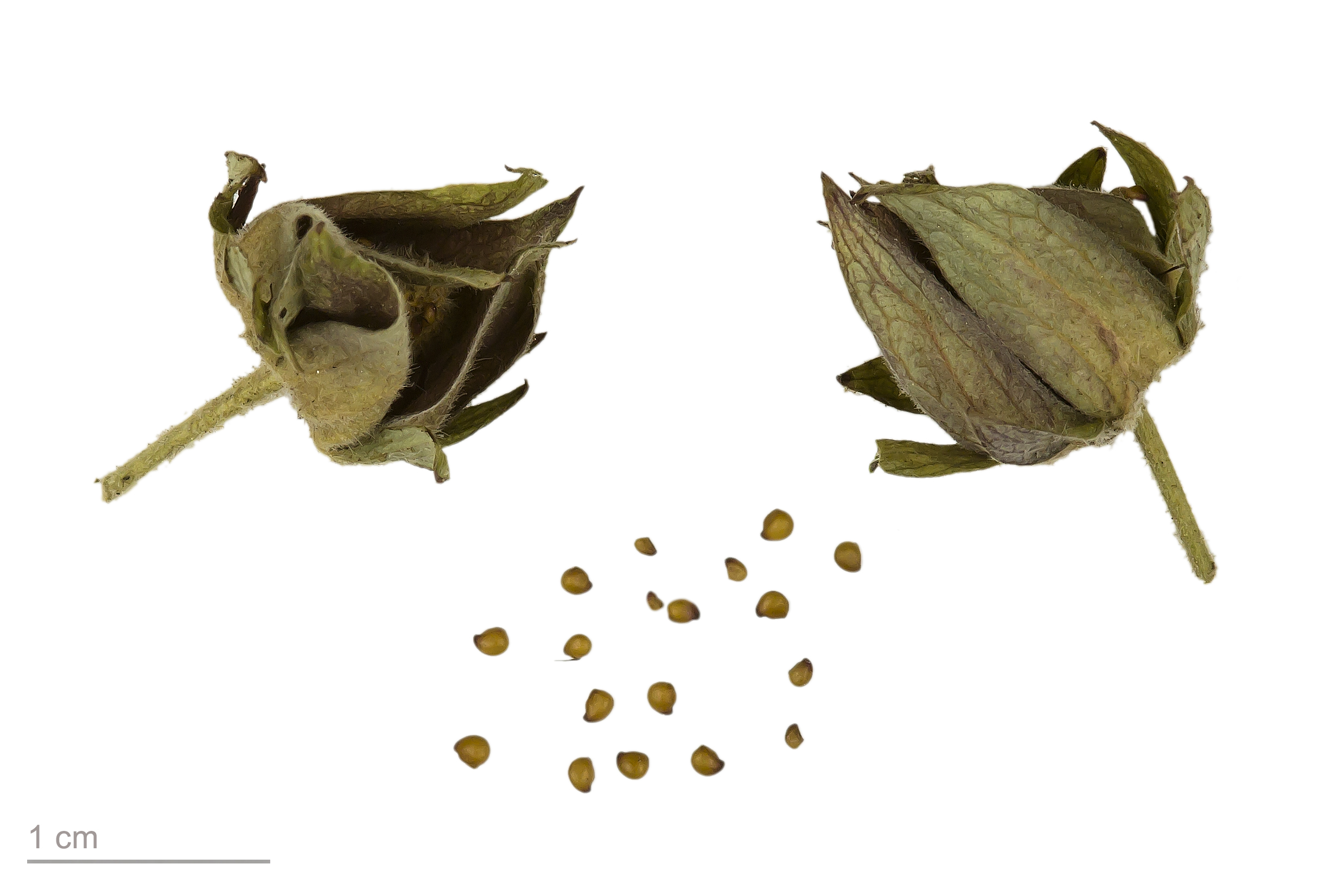
Comarum palustre - MHNT

Comarum palustre es una planta herbácea perenne de la familia Rosaceae natural del norte de Europa.

## Descripción
Es una planta herbácea erecta que alcanza un metro de altura. Las hojas tienen 3-5 foliolos dentados. Las flores son hermafroditas y de color rojo. El fruto es un aquenio.

## Taxonomía
Comarum palustre fue descrita por Carlos Linneo y publicado en Species Plantarum 1: 502. 1753.
Sinonimia
- Argentina rubra Lam.
- Comarum angustifolium Raf.
- Comarum arcticum Gand.
- Comarum digitatum Raf.
- Comarum palustre var. myriotrichum Borb
- Comarum palustre var. villosum Pers.
- Comarum rubrum Gilib.
- Comarum tomentosum Raf.
- Fragaria palustris (L.) Crantz
- Fragaria pinnatifida Stokes
- Pancovia angustifolia Raf.
- Pancovia digitata Raf.
- Pancovia palustris (L.) Nieuwl.
- Pancovia palustris (L.) Bubani
- Pancovia palustris Raf.
- Potentilla angustifolia Raf.
- Potentilla comariformis St.-Lag.
- Potentilla comarum Nestl.
- Potentilla digitata Raf.
- Potentilla palustris (L.) Lehm.
- Potentilla palustris (L.) Scop.
- Potentilla palustris var. villosa (Pers.) Lehm.
- Potentilla rubra Haller f.[2]